# Pali Meller
Pál Meller, genannt Pali Meller, (* 18. Juni 1902 in Sopron/Ödenburg; † 31. März 1943 im Zuchthaus Brandenburg-Görden) war ein ungarischer Architekt. Er entstammte einer wohlhabenden jüdischen Familie des Burgenlandes in Westungarn.

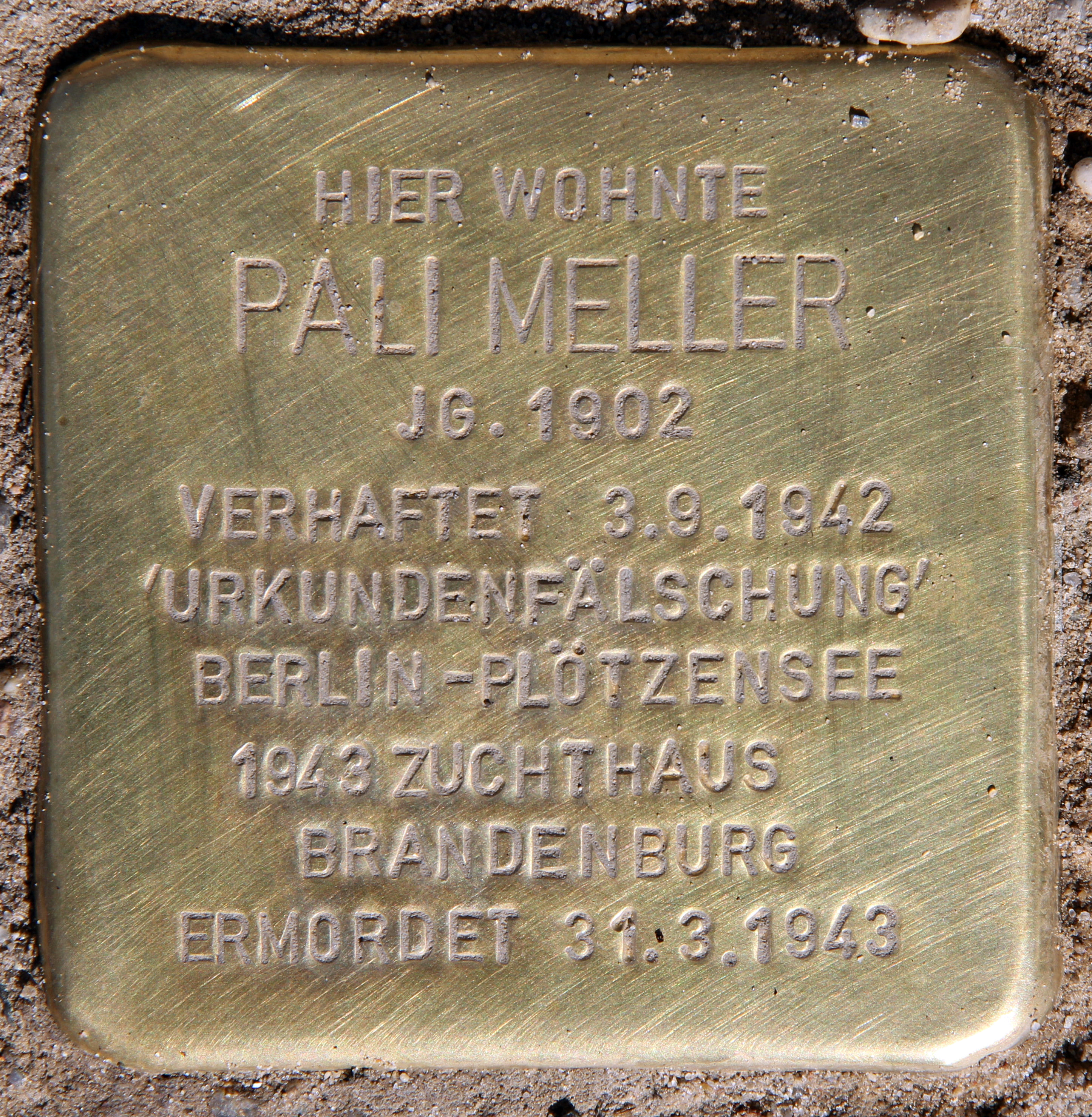
Stolperstein für Pali Meller

Pali Mellers Vater, Bélá Meller, ein Zahnarzt aus Hegykő (Heiligenstein) südlich des Neusiedler Sees im Komitat Ödenburg, besaß eine Zahnarztpraxis in einem 12-Zimmer-Haus mit Personal in Ödenburg. Bélá Meller war mit der 13 Jahre jüngeren Adél Markovits verheiratet, die ebenfalls aus wohlhabenden Verhältnissen stammte. Pali hatte eine ein Jahr ältere Schwester namens Edith. Beide wuchsen zweisprachig auf, in der Schule wurde auf Deutsch unterrichtet, zu Hause sprach man ungarisch.
Nach der Matura studierte Pali Meller in Wien, Stuttgart, Rom und Karlsruhe Architektur und erwarb das Ingenieurdiplom. Zunächst arbeitete er im Stadtbauamt von Rotterdam als Assistent von J. J. P. Oud, einem Vertreter des Internationalen Stils. Nach der Heirat mit der niederländischen Tänzerin Petronella Colpa 1929 zogen beide gemeinsam 1930 nach Berlin, wo Pali Meller eine Stelle im Architekturbüro des Architekten und Kirchenbaumeisters Otto Bartning erhielt. Hier war er an der Planung der Gustav-Adolf-Kirche im Berliner Ortsteil Charlottenburg beteiligt, bei der er unter anderem für die Farbgebung der Fenster verantwortlich zeichnete.
Pali Mellers Ehefrau Petronella starb 1935 bei einem Autounfall. Aus der Ehe gingen zwei Kinder, Paul und die vier Jahre jüngere Barbara, hervor. 1937 machte sich Pali Meller selbstständig, was mit einer Verpflichtung zur Zwangsmitgliedschaft in der Reichskulturkammer einherging. Dafür benötigte er einen Ariernachweis, den ihm seine Schwester Edith in Ungarn besorgte. Für den Erlös des Verkaufs eines Gartenhauses organisierte sie Papiere, in denen christliche Großeltern aufgeführt waren.
Pali Meller wurde am 23. Februar 1942 in Berlin wegen seiner jüdischen Herkunft verhaftet und in das Strafgefängnis Berlin-Plötzensee gebracht. Am 3. August 1942 verurteilte man ihn wegen Urkundenfälschung, der Fälschung seines Ariernachweises, und Rassenschande zu sechs Jahren Zuchthaus. Nach fast acht Monaten Haft starb Pali Meller am 31. März 1943 im Zuchthaus Brandenburg-Görden an Tuberkulose. Die 24 Briefe und 2 Postkarten, die er aus der Haft an seine beiden Kinder Barbara und Paul schrieb, wurden im Jahr 2012 unter dem Titel Papierküsse veröffentlicht.
Seit 1984 erinnert eine Bronzetafel am gartenseitigen Eingang der Gustav-Adolf-Kirche in Berlin an den Mitarbeiter Otto Bartnings beim Bau der Kirche. Vor dem Haus in Berlin-Westend, Knobelsdorffstraße 110, in dem Pali Meller wohnte, wurde ein Stolperstein zum Andenken gesetzt.